# زووم (سلسلة روايات)
زووم هي سلسلة روايات من إنتاج المؤسسة العربية الحديثة، وهي سلسلة خفيفة يكتبها الدكتور نبيل فاروق وتجمع ما بين المعلومة الغنية والتسلية المرحة.

## خلفية وإصدار
بدأت السلسلة بإصدار رواية "المتحف الحديث" وانتهت برواية "كرة الثلج". تتألف السلسلة من 11 عددًا، وتشمل عناوين شهيرة مثل:  
- المتحف الحديث
- لغز الخزانة الخاوية
- لغز الكرة الأرضية

## محتوى السلسلة
تجمع السلسلة بين المعلومات الثقافية والتسلية، حيث تغطي موضوعات متنوعة مثل:  
- الحقائق العلمية
- الطب الجنائي
- الألغاز الذهنية
- عجائب الدنيا
- الكلمات المتقاطعة
- الأرقام القياسية
- الفكاهات
- حرب الجواسيس
- الخيال العلمي

## الشخصيات الرئيسية
تركز السلسلة على تقديم الشخصيات بشكل بسيط ومحبب، مع التركيز على الجانب التثقيفي في الأحداث.  

## التأثير والانتشار
تُعد "زووم" واحدة من السلاسل الشهيرة للدكتور نبيل فاروق، إلى جانب سلاسل مثل رجل المستحيل وملف المستقبل، التي لاقت نجاحًا كبيرًا في العالم العربي.  

## آراء نقدية
لاقى الأسلوب البسيط والمشوق في تقديم الحقائق العلمية، خاصة الطبية، استحسانًا من القراء. وقد تميز الدكتور نبيل فاروق بقدرته على مزج المعلومات العلمية بالتشويق، ما جعل السلسلة تحظى بشعبية واسعة.  

## أعداد السلسلة
1. لغز المتحف الحديث
2. لغز الخزانة الخاوية
3. لغز الكرة الارضية
4. لغز القمه
5. لغز القلب الضائع
6. لغز القط الفضي
7. لغز الرسالة المحترقة
8. لغز الكلمة المفقودة
9. لغز الزئبق
10. لغز الاشباح
11. لغز كرة الثلج